# Salvo Randone
Salvo Randone (eigentlich Salvatore Randone; * 25. September 1906 in Syrakus; † 5. März 1991 in Rom) war ein italienischer Schauspieler.

## Leben
Randone begann seine künstlerische Laufbahn als Laiendarsteller, bevor ihn Annibale Ninchi 1926 unter Vertrag nahm. In den folgenden Jahren spielte er Theater für Ruggero Ruggeri, Melati, Picasso und Zacconi in Rom, Mailand und Venedig. In den letzten Kriegsjahren fast gänzlich ohne Beschäftigung konnte Randone nach Kriegsende an die alten Erfolge wieder anknüpfen. Er spielte Charakterrollen in Klassikern von Sophokles und Shakespeare bis Gorki, Pirandello, Ibsen, Becket und O’Neil. Besonderes Aufsehen erregte 1950 sein Malvolio aus William Shakespeares Was ihr wollt in Neapel. 1954 gründete er die Theatergruppe Brignone-Randone-Santuccio. Zahlreiche Aufzeichnungen seiner Theaterauftritte (zum Beispiel König Lear und Othello) wurden auch für das Fernsehen abgefilmt. Nebenher war Randone auch für Radiohörspiele tätig. 1958 erhielt er für seine Bühnenkunst im Teatro Stabile di Bari den Premio San Genesio.
Sein Filmdebüt gab Randone bereits 1943, doch das Theater blieb sein eigentliches Metier. Nach seinem filmischen Durchbruch mit Elio Petris L’assassino (1960) wurde der kräftige, raue und bisweilen als schwierig geltende Darsteller aber auch zu einer festen Größe im italienischen Film.
Der italienische Star-Regisseur Federico Fellini drehte zwei Filme mit Randone: im Episodenfilm Histoires extraordinaires (Randone trat in der Episode Toby Dammit auf) und die Adaption von Petronius’ Satyrica – Fellinis Satyricon. Bei den Dreharbeiten wurde Randone von Fellini bevorzugt behandelt. So konnte er auf das ihm verhasste Auswendiglernen der Dialoge verzichten, weil Fellini später seine Rolle von Adolfo Geri nachsynchronisieren ließ. Fellini ließ Randone stattdessen während der Dreharbeiten zur Untermalung der Gesten Zahlenreihen oder Monologe aus Pirandello-Stücken aufsagen.

## Filmografie (Auswahl)
- 1943: Sant’ Elena piccola isola
- 1948: Sklaven des Lasters (Una lettera all'alba)
- 1955: Bigamie ist kein Vergnügen (Il bigamo)
- 1961: Trauen Sie Alfredo einen Mord zu? (L’assassino)
- 1961: Der Mönch und die Gefangene (I masnadieri)
- 1961: Wer erschoss Salvatore G.? (Salvatore Giuliano)
- 1962: Tagebuch eines Sünders (Cronaca familiare)
- 1963: I giorni contati
- 1963: Die Hände über der Stadt (Le mani sulla città)
- 1963: Das Mädchen aus Parma (La Parmigiana)
- 1964: Cocü (Il magnifico cornuto)
- 1964: Danza macabra
- 1965: Das zehnte Opfer (La decima vittima)
- 1967: Zwei Särge auf Bestellung (A ciascuno il suo)
- 1968: Toujours l'Amour – immer die Liebe (L'età del malessere)
- 1968: Außergewöhnliche Geschichten (Histoires extraordinaires)
- 1969: Fellinis Satyricon (Fellini – Satyricon)
- 1969: Die Unschlagbaren (Gli intoccabili)
- 1970: Ermittlungen gegen einen über jeden Verdacht erhabenen Bürger (Indagine su un cittadino al di sopra di ogni sospetto)
- 1971: Blutige Straße (Nessuno deve sapere) (Fernseh-Miniserie)
- 1971: Im Auftrag der Cosa Nostra (Cose di Cosa Nostra)
- 1971: Mordanklage gegen einen Studenten (Imputazione di omicidio per uno studente)
- 1971: Der Weg der Arbeiterklasse ins Paradies (La classe operaia va in paradiso)
- 1972: Oktober in Rimini (La prima notte di quiete)